# Кримпен-ан-ден-Эйссел

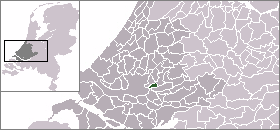
Расположение общины Кримпен-ан-ден-Эйссел на карте Нидерландов

Кримпен-ан-ден-Эйссел (нидерл. Krimpen aan den IJssel) — город и община в провинции Южная Голландия (Нидерланды).

## История
Кримпен впервые упоминается в документе 1277 года. До XX века это была сельская община на реке Холландсе-Эйссел, в начале XX века здесь были построены кирпичный завод и судоверфь. В рамках проекта «Дельта» была улучшена транспортная инфраструктура, и с 1960-х годов община начала превращаться в «спальный» пригород Роттердама. В настоящее время практически вся территория общины, за исключением острова Кримпененвард, застроена городскими зданиями.